# Stefanie Seehars
Stefanie Seehars (* 6. Januar 1988) ist eine ehemalige deutsche Fußballspielerin. 

## Karriere
Aus der U17-Nachwuchsmannschaft des FC Bayern München hervorgegangen, rückte Teufel zur Saison 2005/06 in die zweite Mannschaft auf, der sie bis Saisonende 2008/09 angehörte und – zunächst in der viertklassigen Oberliga Bayern, ab der Saison 2007/2008, aufstiegsbedingt – in der Regionalliga Süd zum Einsatz kam. In ihrer letzten Saison für den FC Bayern München II trug sie zur Meisterschaft in der Regionalliga Süd bei. In der Saison 2005/06 kam sie für den FC Bayern München zu einem Pflichtspieleinsatz. In der Bundesliga bestritt sie am 5. Mai 2005 (14. Spieltag) das mit 5:1 gewonnene Auswärtsspiel gegen den SC Freiburg. Mit einer Spielzeit von zwei Minuten – Einwechslung für Tanja Wörle in der 88. Minute – dürfte sie die kürzeste Spielzeit aller Bayernspielerinnen aufweisen, denn in ihrer zweiten Saison kam sie zu keinem Pflichtspieleinsatz.

## Erfolge
- Meister der Regionalliga Süd 2009